# Rzemiędzice
Rzemiędzice – wieś w Polsce położona w województwie małopolskim, w powiecie miechowskim, w gminie Słaboszów.
Wieś dóbr prestymonialnych kapituły katedralnej krakowskiej w powiecie ksiąskim województwa krakowskiego w końcu XVI wieku. W latach 1975–1998 miejscowość administracyjnie należała do województwa kieleckiego. Integralna część miejscowości: Pieczeniegi.